# Chatham-szigeteki guvat
A chatham-szigeteki guvat (Gallirallus modestus vagy Cabalus modestus), a madarak osztályának darualakúak (Gruiformes) rendjébe, a guvatfélék (Rallidae) családjába tartozó faj.

## Előfordulása
Az Új-Zélandhoz tartozó Chatham-szigeteken, Mangere és Pitt-szigeten volt őshonos.

## Kihalása
Első felfedezése Mangere szigetén volt 1871-ben, és 26 egyedet gyűjtöttek be múzeumi gyűjtemények számára. Az 1900-as évek környékén halhatott ki.
A talajon élő madár kihalását feltehetően ragadozók (patkányok és macskák) okozhatták, amelyek az 1890-es években kerültek a szigetekre. Az élőhelyeiket (bozótos-füves területek) a  juhok és a kecskék legeltetése tette tönkre.

## Fordítás
- Ez a szócikk részben vagy egészben  a   Chatham Rail című angol Wikipédia-szócikk ezen változatának fordításán alapul.  Az eredeti cikk szerkesztőit annak laptörténete sorolja fel. Ez a jelzés csupán a megfogalmazás eredetét és a szerzői jogokat jelzi, nem szolgál a cikkben szereplő információk forrásmegjelöléseként.

## Külső hivatkozások
- Képek a fajról